# ناظم المسباح
ناظم المسباح  (ولد 1951 في الكويت) إمام وخطيب في وزارة الأوقاف والشؤون الإسلامية في دولة الكويت.

## عن حياته
الدكتور ناظم بن محمد بن سلطان المسباح داعية اسلامي وامام وخطيب، له عدة نشاطات دعوية في الكويت وهو رئيس جمعية إحياء التراث الإسلامي فرع بيان ومشرف، حاصل على الدكتوراه في الدراسات الإسلامية وهو عضو رابطة علماء الشريعة لدول مجلس التعاون الخليجي وعضو بمجلس إدارة جمعية إحياء التراث ورئيس إدارة بناء المساجد والمشاريع الإسلامية بالجمعية وعضو لجنة الفتوى بها. من مشايخه عبد الله السبت وعبد الرحمن عبد الخالق.

## مؤلفاته وكتبه
- شرح الأربعين النووية.
- الدرر الملاح في خطب المسباح.
- أبو بكرة من فضلاء الصحابة.
- ردود هامة على دعاة تولية المرأة الولاية العامة.
- من فضائل الصيام وحكمه وآدابه.
- شرح أحاديث الصيام من بلوغ المرام
- رسالة الدكتوراه ” بهجة الأنظار بشرح جوامع الأخبار “.
- رد على الدكتور عبد الحميد الأنصاري في تولية المرأة الولايات العامة.
- إتحاف الأنام بفتاوى الصيام.
- اللمعة في الرد على فتوى الدكتور علي جمعة.
- الموسم الفياض .

## محاضراته
- ما يستفاد من حادث تغيير القبلة.
- دعوة لوط عليه السلام لقومه.
- الحب والبغض في الله.
- وصف الحور الحسان.
- اتقوا الظلم.
- إجابات على أسئلة فقهية في الصلاة.
- العفو من مكارم الأخلاق.
- الابتلاء.

## النشرات التوعوية
- نصيحة لكل ناخب
- إلى الناخبات مع التحية.
- من الأخطاء في الحج.
- شرح آيات الصيام.